# Sherbet Pink
„Sherbet Pink” (jap. シャーベットピンク Shābetto Pinku) – piąty singel japońskiego zespołu NGT48, wydany w Japonii 22 lipca 2020 roku, pierwszy wydany przez EMI Records.
Singel został wydany w trzech edycjach: dwóch regularnych CD+DVD (Type A, Type B) oraz „teatralnej” (CD). Osiągnął 2 pozycję w rankingu Oricon i pozostał na liście przez 11 tygodni. Singel zdobył status złotej płyty.

## Lista utworów
Wszystkie utwory zostały napisane przez Yasushiego Akimoto.

### Type A
| CD | CD                                                                             | CD                       | CD        | CD      |
| Nr | Tytuł utworu                                                                   | Kompozycja               | Aranżacja | Długość |
| -- | ------------------------------------------------------------------------------ | ------------------------ | --------- | ------- |
| 1. | „Sherbet Pink” (jap. シャーベットピンク)                                       | Shūho Mitani, TAMATE BOX | APAZZI    | 4:06    |
| 2. | „Zetsubō no ato de” (jap. 絶望の後で) (wyk. NGT48 TDC Concert Senbatsu Member) | Jun Koami                | Jun Koami | 5:05    |
| 3. | „Sherbet Pink” (jap. シャーベットピンク) (Instrumental)                        | Shūho Mitani, TAMATE BOX | APAZZI    | 4:06    |
| 4. | „Zetsubō no ato de” (jap. 絶望の後で) (Instrumental)                           | Jun Koami                | Jun Koami | 5:05    |

| DVD | DVD | DVD     |
| Nr  | Tytuł utworu | Długość |
| --- | --- | ------- |
| 1.  | „Sherbet Pink” (jap. シャーベットピンク) (Music Video) |         |
| 2.  | „Zetsubō no ato de” (jap. 絶望の後で) (Music Video) |         |
| 3.  | „Tokuten eizō: NGT48 TDC Concert senbatsu Member senkō gasshuku Edition (zenpen)” (jap. 特典映像 NGT48 TDCコンサート選抜メンバー 選考合宿オーディション（前編）) |         |

### Type B
| CD | CD                                                      | CD                       | CD        | CD      |
| Nr | Tytuł utworu                                            | Kompozycja               | Aranżacja | Długość |
| -- | ------------------------------------------------------- | ------------------------ | --------- | ------- |
| 1. | „Sherbet Pink” (jap. シャーベットピンク)                | Shūho Mitani, TAMATE BOX | APAZZI    | 4:06    |
| 2. | „Kōkai bakkari” (jap. 後悔ばっかり) (wyk. Kenkyūsei)    | Itoh↗kun.                | APAZZI    | 3:35    |
| 3. | „Sherbet Pink” (jap. シャーベットピンク) (Instrumental) | Shūho Mitani, TAMATE BOX | APAZZI    | 4:06    |
| 4. | „Kōkai bakkari” (jap. 後悔ばっかり) (Instrumental)      | Itoh↗kun.                | APAZZI    | 3:35    |

| DVD | DVD | DVD     |
| Nr  | Tytuł utworu | Długość |
| --- | --- | ------- |
| 1.  | „Sherbet Pink” (jap. シャーベットピンク) (Music Video) |         |
| 2.  | „Kōkai bakkari” (jap. 後悔ばっかり) (Music Video) |         |
| 3.  | „Tokuten eizō: NGT48 TDC Concert senbatsu Member senkō gasshuku Edition (kōhen)” (jap. 特典映像 NGT48 TDCコンサート選抜メンバー 選考合宿オーディション（後編）) |         |

### Wer. teatralna
| CD | CD                                                                             | CD                         | CD         | CD      |
| Nr | Tytuł utworu                                                                   | Kompozycja                 | Aranżacja  | Długość |
| -- | ------------------------------------------------------------------------------ | -------------------------- | ---------- | ------- |
| 1. | „Sherbet Pink” (jap. シャーベットピンク)                                       | Shūho Mitani, TAMATE BOX   | APAZZI     | 4:06    |
| 2. | „Kiraina no kamo shirenai” (jap. 嫌いなのかもしれない) (wyk. Chicchaimon Club) | Daisuke Toyama, Dr. Lilcom | Dr. Lilcom |         |
| 3. | „Sherbet Pink” (jap. シャーベットピンク) (Instrumental)                        | Shūho Mitani, TAMATE BOX   | APAZZI     | 4:06    |
| 4. | „Kiraina no kamo shirenai” (jap. 嫌いなのかもしれない) (Instrumental)          | Daisuke Toyama, Dr. Lilcom | Dr. Lilcom |         |

## Skład zespołu
| „Sherbet Pink” |
| --- |
| Piosenka została wykonywana przez wszystkie członkinie NGT48 w momencie wydania. - NGT48 1. gen.: Yuka Ogino, Tsugumi Oguma, Yuria Kado, Aina Kusakabe, Reina Seiji, Ayaka Tano, Rika Nakai, Ayuka Nakamura, Miharu Nara, Marina Nishigata, Nanako Nishimura, Hinata Honma, Noe Yamada - NGT48 Kenkyūsei: Chikana Andō, Nanami Otsuka, Haruka Ogoe, Minami Katō, Saaya Kawagoe, Sara Komiyama, Kairi Satō, Yume Sogabe, Yunako Tsushima, Hina Terada, Yū Tominaga, Miyu Fujisaki (środek), Mana Furusawa, Aoi Furutate, Kaho Mashimo, Hino Mimura, Hinata Morohashi |

| „Zetsubō no ato de” |
| --- |
| - NGT48 1. gen.: Yuka Ogino, Tsugumi Oguma, Yuria Kado, Reina Seiji, Rika Nakai, Miharu Nara, Marina Nishigata, Nanako Nishimura, Hinata Honma (środek) - NGT48 Kenkyūsei: Chikana Andō, Haruka Ogoe, Saaya Kawagoe, Sara Komiyama, Yū Tominaga, Miyu Fujisaki, Aoi Furutate |

| „Kōkai bakkari” |
| --- |
| Piosenka została wykonywana przez wszystkie członkinie NGT48 Kenkyūsei w momencie wydania. - NGT48 Kenkyūsei: Chikana Andō, Nanami Otsuka, Haruka Ogoe, Minami Katō, Saaya Kawagoe, Sara Komiyama, Kairi Satō, Yume Sogabe, Yunako Tsushima, Hina Terada, Yū Tominaga, Miyu Fujisaki (środek), Mana Furusawa, Aoi Furutate, Kaho Mashimo, Hino Mimura, Hinata Morohashi |

| „Kiraina no kamo shirenai”                                                                                       |
| --- |
| - NGT48 Kenkyūsei: Haruka Ogoe, Sara Komiyama, Hina Terada, Yū Tominaga, Aoi Furutate (środek), Hinata Morohashi |

## Notowania
| Lista                             | Pozycja |
| --------------------------------- | ------- |
| Oricon Weekly Singles Chart       | 2       |
| Billboard Japan Hot 100           | 5       |
| Billboard Japan Hot Singles Sales | 2       |

## Sprzedaż
| Dane wg         | Sprzedaż |
| --------------- | -------- |
| Oricon          | 132 985  |
| Billboard Japan | 165 733+ |